# Saint-Gilles-du-Mené
Saint-Gilles-du-Mené foi uma antiga comuna francesa na região administrativa da Bretanha, no departamento Côtes-d'Armor. Estendia-se por uma área de 12,9 km². Em 2010 a comuna tinha 481 habitantes (densidade: 37,3 hab./km²).
Em 1 de janeiro de 2016, passou a formar parte da nova comuna de Le Mené.